# Fresno de la Polvorosa (kommun)
Fresno de la Polvorosa är en kommun i Spanien.   Den ligger i provinsen Provincia de Zamora och regionen Kastilien och Leon, i den nordvästra delen av landet, 250 km nordväst om huvudstaden Madrid. Antalet invånare är 163. Arean är 4,1 kvadratkilometer.
Terrängen i Fresno de la Polvorosa är mycket platt.